# Cool Struttin'
Cool Struttin' è un album del pianista statunitense Sonny Clark, pubblicato dalla Blue Note Records nel 1958.
Il disco fu registrato il 5 gennaio del 1958 al Rudy Van Gelder Studio presso Hackensack nel New Jersey (Stati Uniti).

## Tracce
Lato A
1. Cool Struttin' – 9:19 (Sonny Clark)
2. Blue Minor – 10:15 (Sonny Clark)

Lato B
1. Sippin' at Bells – 8:13 (Miles Davis)
2. Deep Night – 9:28 (Charles Henderson, Rudy Vallée)

CD del 1999, pubblicato dalla Blue Note Records
1. Cool Struttin' – 9:19 (Sonny Clark)
2. Blue Minor – 10:15 (Sonny Clark)
3. Sippin' at Bells – 8:13 (Miles Davis)
4. Deep Night – 9:28 (C. Henderson, R. Vallée)
5. Royal Flush – 8:58 (Sonny Clark) – Bonus, non presente nell'LP
6. Lover – 7:01 (Lorenz Hart, Richard Rodgers) – Bonus, non presente nell'LP

## Musicisti
Sonny Clark Quintet
- Sonny Clark - pianoforte
- Art Farmer - tromba
- Jackie McLean - sassofono alto
- Paul Chambers - contrabbasso
- Philly Joe Jones - batteria

## Classifiche
| Classifica (2021) | Posizione massima |
| ----------------- | ----------------- |
| Grecia            | 33                |